# 邓小平小道
《邓小平小道》是2021年中国大陆剧情片，导演雷献禾，主演卢奇，该片讲述了1969年10月至1973年2月邓小平在江西省新建县拖拉机修造厂劳动改造的故事。2021年10月17日，该片在江西省庐山市首映。该片是中国共产党成立100周年献礼片。

## 剧情
该片讲述文化大革命发生后，做为“党内第二号走资本主义当权派”的邓小平遭到批判，1969年10月被下放到江西省新建县拖拉机修造厂劳动改造，邓小平一面劳动改造，一面照顾瘫痪在床的大儿子邓朴方，同时每天从居住地“将军楼”走路去工厂劳动改造，这条路后来被誉为“小平小道”。

## 演员
- 卢奇 出演 邓小平

## 奬項
| 年份 | 颁奖典礼             | 奖项               | 入圍者         | 结果 |
| ---- | -------------------- | ------------------ | -------------- | ---- |
| 2023 | 第36屆華鼎獎         | 華語電影最佳男主角 | 卢奇           | 提名 |
| 2023 | 第19屆中國電影華表獎 | 优秀故事片         | 《邓小平小道》 | 獲獎 |

## 制作
编剧王兴东从2004年开始构思剧本，参考了《离开雷锋的日子》《建国大业》《辛亥革命》《孔繁森》等30余部影视作品，并且去江西陆军学院、新建拖拉机修配厂实地探访，剧本创作耗时15年，比《美国往事》还多1年。2019年3月，剧组正式开始前期筹备，导演雷献禾、制片人黄平等去南昌市、上海市、南京市、北京市等地采访之前和邓小平一同劳动的工人同事、老领导、监管战士等10多位当事人，并且根据录音写下了6万字的文字资料。导演雷献禾和王兴东继《离开雷锋的日子》合作之后25年再度合作，他表示是自己的“收山之作”。
《邓小平小道》在2020年1月6日在北京市开机拍摄，同年4月15日到江西省南昌市取景。